# Noctuinae

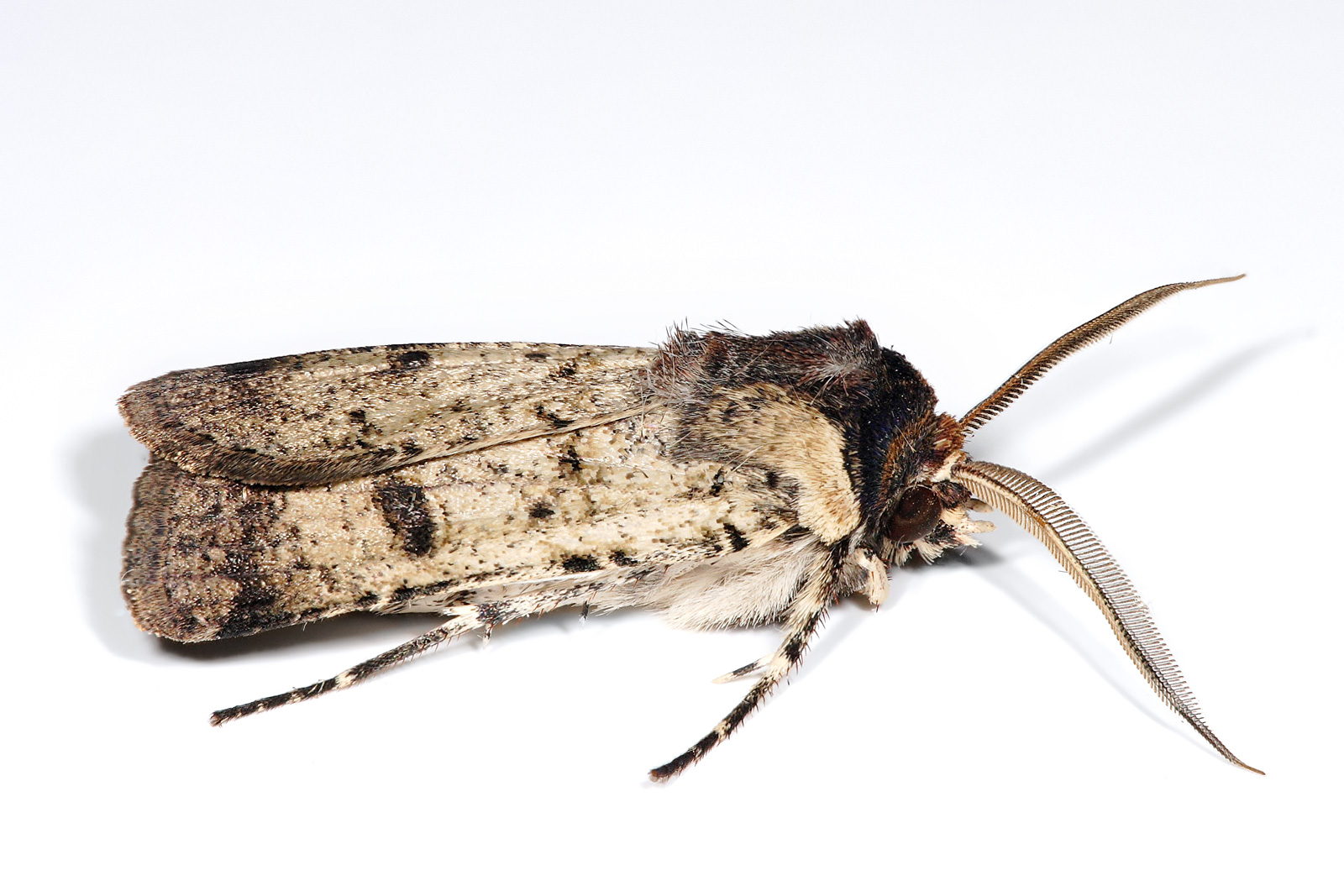
Agrotis porphyricollis

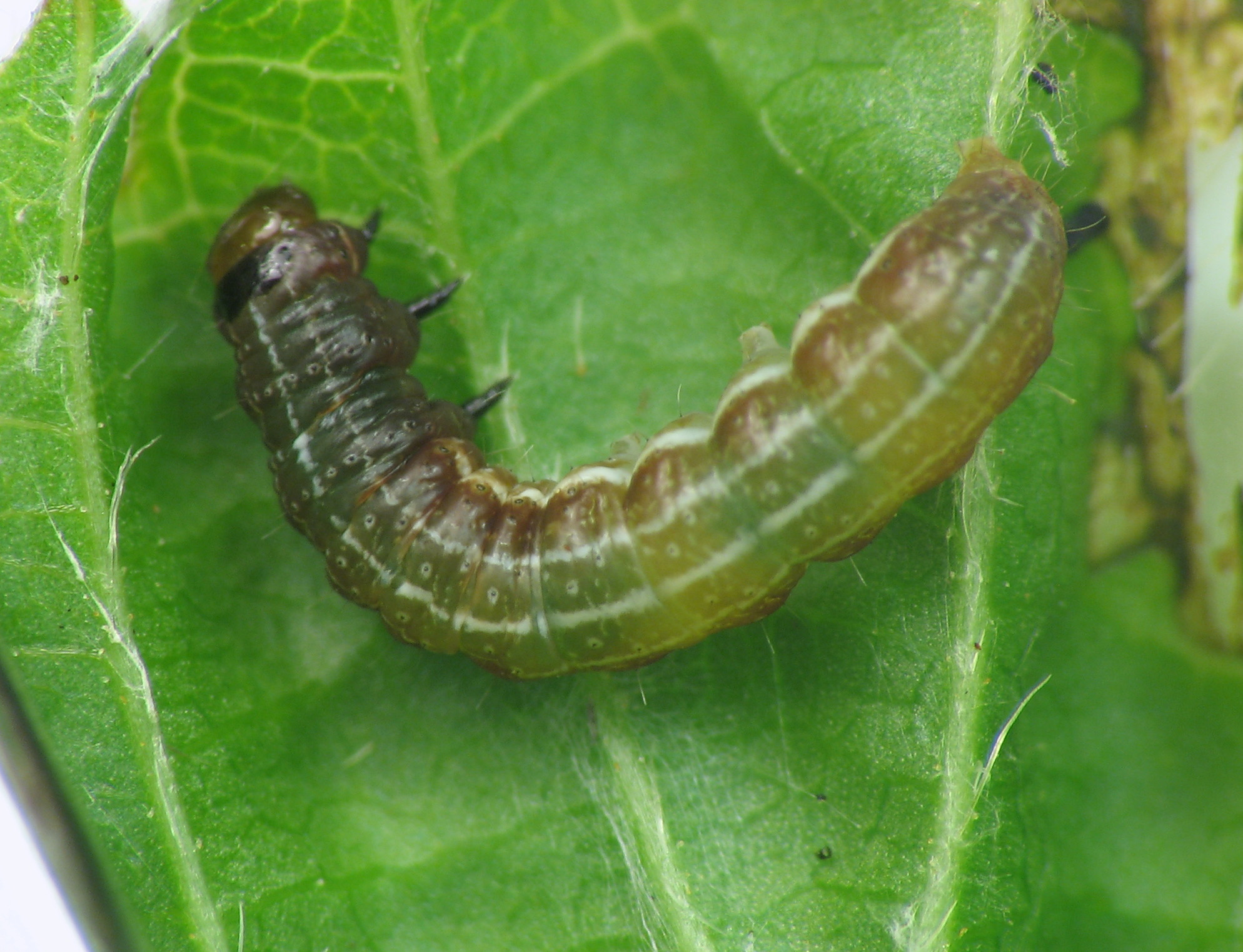
Eupsilia sp., oruga, estadio temprano

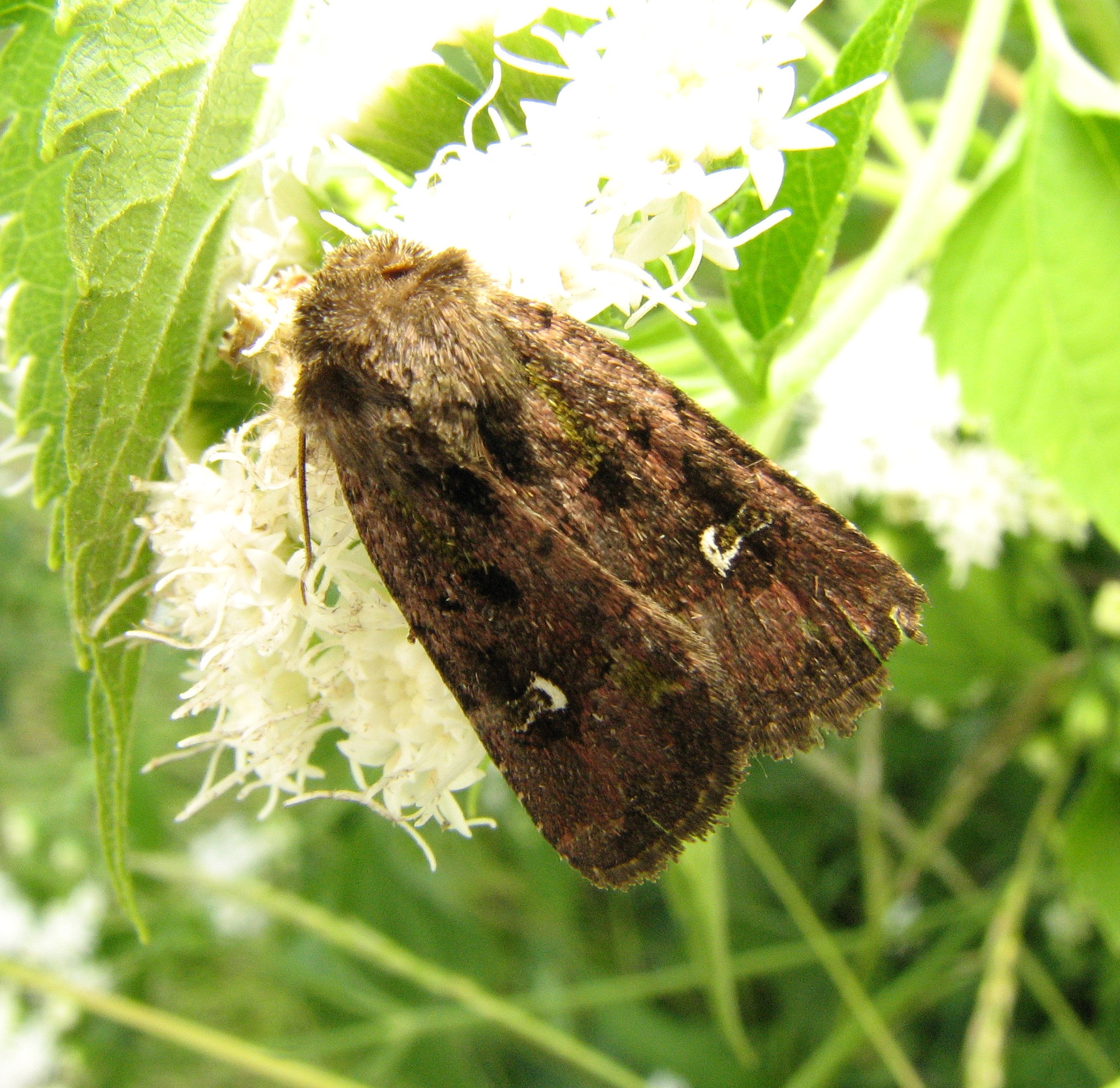
Lacinipolia renigera

Noctuinae es una subfamilia de lepidópteros de la familia Noctuidae. Las larvas de muchas especies comen las raíces y tallos de varias plantas herbáceas diferentes. Algunas se  convierten en potenciales plagas.

## Géneros
Esta subfamilia contiene provisionalmente los siguientes géneros:
- Abagrotis
- Adelphagrotis
- Agnorisma
- Agrotis
- Anicla
- Beriotisia
- Bifrontipta
- Blepharoa
- Brachypteragrotis
- Brachytegma
- Buciara
- Caphornia
- Cassania
- Cerastis
- Chamyla
- Chersotis
- Choephora
- Cladocerotis
- Claudaxylia
- Copablepharon
- Crassivesica
- Cryptocala
- Dallolmoia
- Diarsia
- Dimorphinoctua
- Ectopatria
- Effractilis
- Eicomorpha
- Elegarda
- Engusanacantha
- Epilecta
- Episcotia
- Erebophasma
- Erythrophaia
- Estagrotis
- Estimata
- Euagrotis
- Eucoptocnemis
- Eueretagrotis
- Eugnorisma
- Eugraphe
- Euneophlebia
- Eurois
- Euxoa
- Euxoamorpha
- Euxootera
- Feltia
- Graphiphora
- Grumia
- Hemieuxoa
- Hemiexarnis
- Hemigraphiphora
- Hemipachnobia
- Heptagrotis
- Hermonassa
- Hoeneidia
- Hyperfrontia
- Ikondiana
- Isochlora
- Lycophotia
- Mabilleana
- Manruta
- Medlerana
- Mentaxya
- Mesembragrotis
- Mesogona
- Metalepsis
- Metecia
- Metopoplacis
- Micragrotis
- Micraxylia
- Naenia
- Netrocerocora
- Neurois
- Noctua
- Noctubourgognea
- Nyssocnemis
- Ochropleura
- Onychagrotis
- Opigena
- Oxytrypia
- Pachnobia
- Pachyagrotis
- Palaeagrotis
- Palaeamathes
- Parabarrovia
- Paradiarsia
- Paramathes
- Paraxestia
- Pareuxoa
- Parexarnis
- Peridroma
- Perissandria
- Petrowskya
- Phaenagrotis
- Praina
- Pronoctua
- Propatria
- Proragrotis
- Proteuxoa
- Protexarnis
- Protogygia
- Protolampra
- Psaphara
- Psectraxylia
- Pseudoleucania
- Pseudorthosia
- Pseudoseptis
- Pseudoxestia
- Raddea
- Rhizagrotis
- Rhyacia
- Rhynchagrotis
- Richia
- Schachowskoya
- Sclereuxoa
- Setagrotis
- Sineugraphe
- Spaelotis
- Spinipalpa
- Standfussiana
- Stilbotis
- Subnoctua
- Synclerostola
- Tamseuxoa
- Tandilia
- Tisagronia
- Tricheurois
- Trichophotia
- Trichosilia
- Tripseuxoa
- Turacina
- Uollega
- Vulcanica
- Xenophysa
- Xestia